# Ectropothecium angusto-textum
Ectropothecium angusto-textum är en bladmossart som beskrevs av Jean Édouard Gabriel Narcisse Paris 1896. Ectropothecium angusto-textum ingår i släktet Ectropothecium och familjen Hypnaceae. Inga underarter finns listade i Catalogue of Life.